# Margarita Durán Estragó
Margarita Durán Estragó (Asunción, 20 de octubre de 1944) es una historiadora e investigadora paraguaya, reconocida por sus publicaciones de los mapas antiguos de Paraguay.Su línea de especialización es la presencia y aporte de la comunidad franciscana en Paraguay. Es académica de número de la Academia Paraguaya de la Historia desde 1993,e investigadora acreditada por el Consejo Nacional de Ciencia y Tecnología (Conacyt) en el Nivel I del PRONII. Es investigadora del Museo de la Justicia - Centro de Documentación y Archivo para la Defensa de los Derechos Humanos, más conocido como Archivo del Terror.   
Durante la dictadura militar (1954-1989) de Alfredo Stroessner, fue perseguida por su participación en las Ligas Agrarias Cristianas. Ha acompañado la lucha campesina y estudiantil en Paraguay. Por su activismo ganó el Premio Peter Benenson a la defensa de los Derechos Humanos 2016 que otorga Aministía Internacional.

## Biografía
Nació en Asunción, en el seno de una familia de migrantes vascos que llegaron a Paraguay durante la Segunda Guerra Mundial, sus padres fueron Mario Durán Roca y Dolores Estragó Trías. Estudió notariado en la Universidad Católica Nuestra Señora de la Asunción, y es Doctora de Historia por la Universidad Nacional de Asunción.
Por su participación en las Ligas Agrarias Cristianas el régimen dictatorial la persiguió y tuvo que irse exiliada en la década de los 70, cuando su libro Historia de los pobres del Paraguay salió de imprenta. El libro fue censurado por la policía estronista, por hacer parte del proyecto educativo de las Escuelitas Campesinas, el cual fue duramente perseguido durante el régimen militar por sus ideales progresistas.
Es fundadora del Centro Internacional del Patrimonio del Paraguay y de los museos históricos: "Monseñor Manuel Antonio Palacios" de Luque en 1968 y "Pedro Pablo Caballero" de Piribebuy en 1969.Fue profesora de la Universidad Católica de Asunción durante más de dos décadas.

## Obras
- Historia de los pobres del Paraguay (1970) Colección Oñondivepa Vol II.
- Diálogo nacional: Urgencia de nuestro tiempo (1987) editado por Biblioteca de Estudios Paraguayos
- Templos de Asunción 1537-1860 (1987) editado por Universidad Católica, Biblioteca de Estudios Paraguayos Vol. XXII.
- San Cosme y San Damián, testimonio vivo del pasado jesuítico (1994) en coautoría con Blanca Amaral editado por Biblioteca de Estudios Paraguayos Vol. XLVI. Incluye planos.
- San José de Caazapá: Un modelo de reducción franciscana (1995) editado por Biblioteca Paraguaya de Antropología Vol. XXIV.
- San Lorenzo del Campo Grande. Memoria histórica (1997) editado por Biblioteca Paraguaya de Antropología Vol. XXIV.
- Origen y evolución arquitectónica (2001) editado por Universidad Católica de Asunción.
- Areguá: Rescate histórico 1576-1870 (2005) editado por FONDEC y la Gobernación del Departamento Central. Secretaría de Educación y Cultura.
- Villa Encarnación (2009) editado por Biblioteca de Estudios Paraguayos Vol. LXXIX, Colección Bicentenario.
- Historia de la Iglesia del Paraguay (2014) en co-autoría con Ignacio Telesca y Carlos Antonio Heyn Schupp. Editado por Tiempo de Historia en colaboración con la Conferencia Episcopal Paraguaya y la Arquidiócesis de la Santísima Asunción.
- Formación de la familia paraguaya Vol. I: Los inmigrantes; Vol. II Formación de la familia paraguaya y Vol. III: Las redes de parentesco (2015)  editado por Tiempo de Historia, Ediciones del Bicentenario.
- Testimonio indígena 1594-1627 (2015) en co-autoría con José Luis Salas, editado por Servilibro.
- Atlas de la guerra del Paraguay 1865-1870 (2018) en Colaboración con el Cabildo, editado por Servilibro.
- Asunción en planos 1869-1876 (2018) editado por FONDEC.
- Ramón Talavera: El pa'i de los pobres perseguido por la dictadura (2023). editado por Servilibro y Poder Judicial.